# مؤسسة العلوم الوطنية
مؤسسة العلوم الوطنية (بالإنجليزية: National Science Foundation)‏ واختصاراً (NSF) هي وكالة الولايات المتحدة التي تدعم الحكومة في الأبحاث الأساسية والتعليم في جميع المجالات غير الطبية وذلك للعلوم والهندسة. نظيرتها الطبية هي المعهد الوطني للصحة.
مع ميزانية سنوية تبلغ حوالي 7.0 مليار دولار أمريكي (طبقاً للسنة المالية 2012)، تمول الوكالة حوالي 20٪ من جميع البحوث الأساسية المدعومة من الحكومة الفدرالية التي أجريت من قبل الكليات والجامعات الأمريكية  . في بعض المجالات، مثل الرياضيات، وعلوم الكمبيوتر والإقتصاد والعلوم الاجتماعية، وتُعتبر هذه الوكالة هي المصدر الرئيسي للدعم الفيدرالي.
يُعَيَّن مدير المؤسسة، ونائب المدير، و24 عضواً في المجلس الوطني للعلوم (مجلس الأمناء)  من قبل رئيس الولايات المتحدة، ويوافق عليه مجلس الشيوخ. ويبقى المدير مسئولاً عن الإدارة والتخطيط ووضع الميزانية ومتابعة عمليات التشغيل يوما بيوم، في حين أن مجلس الأمناء يجتمع ست مرات في السنة لإقامة سياساته العامة.

## تاريخها ومهمتها

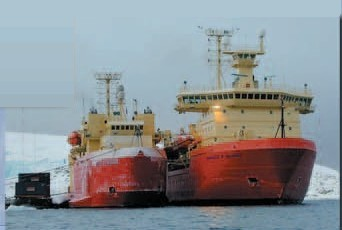
سفن الأبحاث التابعة لمؤسسة العلوم الوطنية لورانس م. غولد وناثانيال ب. بالمر - توضح حجمهما النسبي

أُسست مؤسسة العلوم الوطنية بموجب قانون مؤسسة العلوم الوطنية الصادر عام 1950. مهمتها المعلنة هي «الترويج لتقدم العلم؛ والتقدم بالصحة والسلامة والازدهار الوطنيين؛ وتأمين الدفاع الوطني». اتسع نطاق عمل مؤسسة العلوم الوطنية عبر السنين لتشمل العديد من المجالات التي لم تكن في خطتها الأولية، ومن بينها العلوم السلوكية، والهندسة، وتعليم العلوم والرياضيات. مؤسسة العلوم الوطنية هي الوكالة الاتحادية (أو الفدرالية) الوحيدة في الولايات المتحدة الأمريكية التي تمتلك تفويضًا بدعم كل مجالات الأبحاث غير الطبية.

### تاريخ الميزانية والأداء
بعد النهضة التكنولوجية التي حدثت في ثمانينيات القرن العشرين، تبنت كل الأطراف بشكل عام فكرة أن الأبحاث الأساسية الممولة حكوميًّا أمر أساسي للصحة الاقتصادية للأمة وقدرتها التنافسية في العالم وفي الدفاع الوطني. تجلى هذا الدعم في زيادة الميزانية من مليار دولار في عام 1983 إلى 8.28 مليار دولار للسنة المالية 2020. نشرت مؤسسة العلوم الوطنية تقاريرًا سنويةً منذ عام 1950، وفي الألفية الجديدة أصبح هناك تقريران في السنة: تقرير الأداء وتقرير المحاسبة، أو النبذة المالية والنبذة الأدائية؛ آخر التقارير المتوفرة كان تقرير الوكالة المالي للسنة المالية 2013 وقد نُشر في 16 ديسمبر 2013، ونُشرت النبذة المالية والأدائية للسنة المالية 2013 في 25 مارس 2013. أما حديثًا فقد أصبحت المنظمة تركز على تحصيل عائد كبير للاستثمار من مصاريفها على البحث العلمي.
صدرت عدة قوانين لتوجيه الأموال ضمن مؤسسة العلوم الوطنية. في 1981، قدم مكتب الإدارة والميزانيات (أو إم بي) اقتراحًا بتخفيض الميزانية المخصصة لإدارة العلوم الاجتماعية في مؤسسة العلوم الوطنية بمقدار 75%. يقترح عالم الاقتصاد روبرت أ. موفيت وجود ارتباط بين هذا الاقتراح وسلسلة جوائز الصوفة الذهبية التي كان يقدمها السيناتور الديمقراطي ويليام بروكسماير منتقدًا الإنفاق المالي الحكومي «الأرعن»، فأول صوفة ذهبية منحها بروكسماير كانت من نصيب مؤسسة العلوم الوطنية في عام 1975، وذلك لتخصيصهم 84,000 دولارًا لمشروه علوم اجتماعية يبحث في سبب وقوع الناس في الحب. فشل اقتراح التخفيض بمقدار 75% الذي قدمه مكتب الإدارة والميزانيات في النهاية، ولكن ميزانية مؤسسة العلوم الوطنية لبرنامج الاقتصاد انخفضت بمقدار 40%. في عام 2012 حرمت أبحاث العلوم السياسية من تمويل مؤسسة العلوم الوطنية بعد إمرار تعديل فليك. صادق مجلس النواب الأمريكي في مايو من عام 2015 أيضًا على تشريع يتطلب تخصيصات محددة لكل هيئة إدارية في مؤسسة العلوم الوطنية. كسر هذا التشريع قاعدة منح مؤسسة العلوم الوطني الصلاحيات لإدارة ذاتها وتحديد أولوياتها.

### تسلسل الأحداث

#### قبل الحرب العالمية الثانية
رغم أن الحكومة الفدرالية كانت قد أسست نحو 40 منظمة علمية بين عامي 1910 و1940، فقد اعتمدت الولايات المتحدة على مبدأ عدم التدخل في البحث العلمي والتطوير العلمي. تلقى البحث الأكاديمي في العلوم والهندسة تمويلًا حكوميًّا بين الحين والآخر. أتى الدعم كله تقريبًا في المختبرات الجامعية من مساهمات خاصة ومؤسسات ريعية. أما في المختبرات الصناعية فقد أدى لاحقًا تركيز العمال والتمويل (وبعضه عن طريق برامج حكومية وعسكرية نتيجة الصفقة الجديدة التي وضعها فرانكلين روزفلت) إلى إثارة المخاوف في فترة الحرب. بالتحديد، فقد كان من المقلق أن المخابر الصناعية منحت براءات اختراع بحقوقها الكاملة بشكل كبير لتقنيات طُورت بتمويل الحكومة. أدت هذه المخاوف بجانب عوامل أخرى إلى مساعي مثل «قانون تجنيد العلم» للسيناتور هارلي م. كيلغور.

#### 1940–1949
في ظل الوعي المتنامي لاعتماد القدرة العسكرية للولايات المتحدة الأمريكية على القوة في العلوم والهندسة، استعرض الكونغرس الأمريكي عدة اقتراحات لدعم الأبحاث في هذه المجالات. وبشكل منفصل، رعى الرئيس الأمريكي فرانكلين ديلانو روزفيلت تأسيس منظمات لتنسيق التمويل الفيدرالي للعلوم لأجل الحرب، ومن بينها لجنة أبحاث الدفاع الوطنية ومكتب البحث العلمي والتطوير وكلاهما بين عامي 1941-1947. رغم الاتفاق بالخطوط العريضة على مبدأ الدعم الفدرالي للعلوم، فقد تطلب الوصول إلى إجماع بشأن كيفية تنظيم وإدارة هذا الدعم خمسة أعوام. أصبح النقاش السياسي الذي تناول تأسيس وكالة علمية وطنية موضوعًا للدراسة الأكاديمية، وهو يُفهم حاليًّا من عدة وجهات نظر. من الموضوعات الاختلافات المتشكلة حول الهيكلية الإدارية، وبراءات الاختراع، ومسألة شمل العلوم الاجتماعية، وجدال الشعبوي ضد العالِم، بالإضافة إلى دور الأحزاب السياسية والكونغرس والرئيس ترومان.
أكثر ما تميز به هذا الجدال كان النزاع بين سيناتور الصفقة الجديدة هارلي م. كيلغور من جهة ورئيس مكتب البحث والتطوير العلمي فانيفار بوش من جهة أخرى. ركزت الروايات التي تناولت مؤسسة العلوم الوطنية قبل سبعينيات الفقرن العشرين بشكل رئيسي على فانيفار بوش وإصداره لعام 1945 بعنوان العلم-الجبهة اللامتناهية. في هذا التقرير تناول فانيفار بوش -الذي كان آنذاك رئيس مكتب البحث والتطوير العلمي الذي أدار مشروع مانهاتن واستمر بعده- ما كان يجب أن يُفعل في سنوات ما بعد الحرب لرعاية الالتزام الحكومي تجاه العلوم والتكنولوجيا أكثر. أيد التقرير -الذي أُرسل إلى الرئيس هاري س. ترومان في يوليو 1945- قضية البحث العلمي الممول فيدراليًّا طارحًا أسبابًا مقنعة، مجادلًا بأن البلاد ستحصد أرباحًا كبيرة على شكل عناية صحية أفضل، واقتصاد أكثر قوة، ودفاع قومي أقوى. طرح التقرير تأسيس وكالة فدرالية جديدة، وهي مؤسسة العلوم الوطنية.
عقب إعادة النظر في السجل التاريخي، اكتشف الباحثون أن مؤسسة العلوم الوطنية ظهرت في بادئ الأمر على شكل اتفاقية تفاهمية تحت بند الصفقة الجديدة اقترحها سيناتور عن ولاية فيرجينيا الغربية هارلي كيلغور. في عام 1942 قدم السيناتور كيلغور «قانون تجنيد العلوم» (إس. 1297) الذي لم يوافق عليه. شاعرًا بالفوضى التنظيمية، والنخبوية، وزيادة تركيز التمويل في مجموعة صغيرة من الجامعات، وعدم وجود حوافز لأبحاث يمكن تطبيقها اجتماعيًّا، وضع كيلغور تصورًا لهيئة شاملة مركزية للأبحاث تدعم الأبحاث الأساسية والتطبيقية ويتحكم بها أعضاء من الموظفين العموميين والمدنيين بدل الخبراء العلميين. سيمتلك العامة حقوق كل براءات الاختراع الممولة بأموال عامة وستوزع أموال الأبحاث بإنصاف بين كل الجامعات، والشركات الصغيرة، ومكتب الميزانية. تلقت اقتراحاته دعمًا متباينًا.
فضل فانيفار بوش، وهو من خصوم كيلغور، أن يقود السياسة العلمية خبراء وعلماء بدل الموظفين المدنيين والعموميين. كان بوش قلقًا من تسييس المصالح العامة للعلوم، وآمن بأن العلماء سيكونون أفضل من يحكم ويختار الاتجاه ويحدد الاحتياجات في مجالهم. في حين اتفق كل من بوش وكيلغور على الحاجة إلى سياسة وطنية علمية، ارتأى بوش أن العلماء يجب أن يحتفظوا بحق امتلاك نتائج أبحاثهم وبراءات اختراعهم، وأراد حصر اختيار المشاريع بأيدي العلماء، وركز دعمه للأبحاث الأساسية، في غير العلوم المجتمعية، تاركًا السوق ليدعم المشاريع التطبيقية.
يقسم عالم الاجتماع دانييل كلاينمان النقاش إلى ثلاث محاولات تشريعية كبرى، تكونت المحاولة الأولى من مشروع قانون ماغنوسون (إس. 1285) ومشروع قانون تجنيد العلوم والتكنولوجيا لعام 1945 ومشروع قانون تسوية في عام 1945 (إس. 1720) ومشروع قانون تسوية عام 1946 (إس. 1850) ومشروع قانون ميلز (إتش. بي. 6448). رعى السيناتور وارن ماغنوسون مشروع قانون ماغنوسون وكتب مسودته مكتب البحث والتطوير العلمي، الذي يرأسه فانيفار بوش. روج هارلي كيلغور لمشروع قانون تجنيد العلوم والتكنولوجيا. دعت مشاريع القوانين كلها إلى تأسيس وكالة علمية مركزية، ولكنها اختلفت من حيث طريقة الإدارة والأبحاث التي يجب دعمها. المحاولة الثانية في عام 1947 تضمنت مشروع قانون السيناتور هوارد ألكساندر سميث (إس. 526) ومشروع قانون السيناتور إلبرت ثوماس (إس. 525). ردد مشروع قانون سميث أفكار فانيفار بوش، في حين كان مشروع قانون ثوماس مطابقًا لمشروع قانون التسوية في العام السابق (إس. 1850).
بعد إجراء تعديلات، وصل مشروع قانون سميث إلى مكتب الرئيس ترومان، ولكنه نقضه بحق الفيتو الرئاسي. كتب ترومان أنه فعل ذلك بأسف، ولكن الوكالة المقترحة كانت لتكون «طليقة من تحكم الشعب إلى درجة تلمح لانعدام كبير في الثقة بالعملية الديمقراطية». بدأت المحاولة الثالثة مع ظهور إس. 2385 في عام 1948. كان هذا مشروع قانون تسوية يتشارك في رعايته كل من سميث وكيلغور، وقد شارك جون تيتر مساعد بوش في عملية صياغته الأولية. في عام 1949 قُدم إس 247 من قبل نفس المجموعة التي وقفت خلف إس. 2385، في المحاولة الرابعة والأخيرة لتأسيس وكالة علوم وطنية. أمضى مجلس النواب ومجلس الشيوخ الأمريكي مشروع إس. 247 -الذي هو في جوهره مطابق لمشروع إس. 2385- بإدخال بعض التعديلات. وقعه الرئيس ترومان في 10 مايو 1950. يشير كلاينمان إلى أن قانون مؤسسة العلوم الوطنية النهائي يماثل بشدة اقتراحات فانيفار بوش.